# 劇場版イナズマイレブン 最強軍団オーガ襲来
『劇場版イナズマイレブン 最強軍団オーガ襲来』（げきじょうばんイナズマイレブン さいきょうぐんだんオーガしゅうらい）は、2010年12月23日より東宝系で公開の『イナズマイレブン』のアニメ劇場作品。

## 概要
シリーズ初の劇場作品であり2D映画と3D映画同時公開となる。ニンテンドーDSソフト『イナズマイレブン3 世界への挑戦!! ジ・オーガ』とも連動しており、ゲームでも登場するオリジナルキャラクターが登場する。また、81プロデュースの一般公開新人声優オーディション小学館賞受賞の加藤梓ほか4名がゲスト声優として特別出演している。
入場者限定特典として「フィギュア入り円堂御守」が全国先着100万名にプレゼントされた。
キャッチコピーは「今度の敵は未来からやって来る!オレたちの現在（いま）を守れ!!」。
全国229スクリーン（3Dは当初より拡大され191スクリーン、2Dは28スクリーン）で公開され、2010年12月23日初日で興収2億5,651万5,700円、動員は20万9,917人を記録し、初週土日2日間で興収2億円を突破し映画観客動員ランキング（興行通信社調べ）で初登場第2位となった。小学生を中心に親子連れなどが集客、ぴあ初日満足度ランキング（ぴあ映画生活調べ）では第6位になっている。2011年3月末現在、興収17億4,500万円、動員140万人。
2011年7月20日に本作のDVDソフト及びBlu-rayソフトが発売。

## ストーリー
これは、まだ円堂守率いる雷門中サッカー部のフットボールフロンティアの時の話。
雷門中サッカー部は、フットボールフロンティア決勝戦に進出。だが世宇子中との決勝戦に挑む雷門中の前に現れたのは、世宇子ではなく「王牙（オーガ）学園」と名乗る、未来から送りこまれた戦闘集団だった。
あまりの強さに敵わない雷門イレブン。そしてピンチの時、円堂カノンが未来から吹雪やヒロト達を連れてくる。

## 登場人物・キャスト
雷門イレブン
- 円堂守 - 竹内順子
- 豪炎寺修也 - 野島裕史
- 鬼道有人 - 吉野裕行
- 風丸一郎太 - 西墻由香
- 壁山塀吾郎 - 田野めぐみ

上記5名はオーガ戦にて未来からの助っ人が加わった後もベンチ入りせず、出場している。
- 染岡竜吾 - 加瀬康之
- 半田真一 - 下野紘
- 宍戸佐吉 - 奈良徹
- 栗松鉄平 - 日野未歩
- 少林寺歩 - 城雅子
- 松野空介 - 小平有希
- 影野仁 - 中村悠一
- 目金欠流 - 加藤奈々絵
- 土門飛鳥 - 金野潤
- 一之瀬一哉 - 梶裕貴

未来からの助っ人
- 円堂カノン - 竹内順子
- 吹雪士郎 - 宮野真守
- 宇都宮虎丸 - 釘宮理恵
- 基山ヒロト - 水島大宙
- 飛鷹征矢 - 峯暢也
- フィディオ・アルデナ - 下野紘

王牙学園 / オーガ
- バダップ・スリード - 神谷浩史
- ミストレーネ・カルス - 渡辺久美子
- エスカ・バメル - 鈴木達央
- ザゴメル・ザンデ - 金野潤
- ゲボ・トランガス - 宮野真守
- ブボ・トランガス - 梶裕貴
- ダイッコ・ブーカ - 奈良徹
- ジニス・ジンキンス - 加瀬康之
- ドラッヘ・ギュンター - 峯暢也
- イッカ・スタックス - 中村悠一
- サンダユウ・ミシマ - 古島清孝

雷門中マネージャー、監督
- 木野秋 - 折笠富美子
- 雷門夏未 - 小林沙苗
- 音無春奈 - 佐々木日菜子
- 響木正剛 - 有本欽隆
- 冬海卓 - 四宮豪

オーガ関係者
- ヒビキ提督 - 有本欽隆
- バウゼン - 中田譲治
- 革命派議員A - 星野貴紀
- 革命派議員B - 高口公介

カノン関係者
- キラード博士 - 佐々木誠二

その他
- 影山零治 - 佐々木誠二
- 亜風炉照美 - 三瓶由布子
- 角馬圭太 - 古島清孝
- 角馬王将 - 稲田徹
- 如月まこ - 倖月美和
- 放送アナウンス - 長谷美希
- 森元陸斗 - 浅沼里紗
- 少年A - 加藤梓
- テニス部員 - 田中文哉
- 臼井 - 金野潤

## ゲームとの連動
- 『イナズマイレブン3 世界への挑戦!!』で、前売り券特典のトレーディングカードに書かれたパスワードを入力することで以下のデータを入手できる。
  - キャラクター - ミストレーネ・カルス、エスカ・バメル
  - 必殺技 - ゴッドキャノン
- 公式サイトではゲームでの隠しキャラ「ディノ・マルディーニ」のパスワードが入手できるクイズラリーが実施。
- 入場者限定特典御守のヒントから、映画を観る事でわかる『ジ・オーガ専用修練場』に入ることができるパスワードを入手することができる。ゲーム中、ライオコット島の修練場で「スーパー経験値アップコース」パスワードを入力することで専用修練場に入ることができる。

## プロモーション
TV本編では公開日である12月23日をアイキャッチで告知している。また『怪盗グルーの月泥棒3D』とのコラボCMも製作された。富士通3D動画サイト『FMV 3D park』では3D映像による予告編も配信。
10月16日から12月4日にかけ、Jリーグの各試合会場において、小学生以下の来場者に「劇場版イナズマイレブン公開記念! Jリーグオリジナルプロモカード」が配布された。
2010年12月17日以降福島テレビほかで映画公開記念特番『映画イナズマイレブン公開直前SP 〜イナズマイレブンの魅力 爆熱大公開〜』が放送された。

## スタッフ
- 企画・総監修・ストーリー原案 - 日野晃博
- 製作 - 日野晃博、服部洋、亀井修、島谷能成、田村明彦、為森隆、小谷勝、小関佳孝、川村明廣、奥野敏聡、富山幹太郎、佐々木信幸、三浦修平
- 原作 - レベルファイブ
- 監督 - 宮尾佳和
- 協力監督 - 秋山勝仁
- 脚本 - 冨岡淳広、樋口達人、大野木寛、山田健一、稲荷明比古、福島幸典
- 絵コンテ - 宮尾佳和、秋山勝仁、かまくらゆみ、岩崎知子、吉田徹、まついひとゆき、岩田六、吉野真一、坂田純一、滝沢敏文、中村憲由、木谷利明、矢野博之
- 演出 - 宮尾佳和、飯島正勝、かまくらゆみ、岩崎知子、吉田徹、日高政光、中島秀剛、外山草、吉本毅、山田弘和、新田典生、成川武千嘉、津田尚克、勝本ジ朗、平向智子、矢野篤、誉田晶子
- 必殺技原案 - 寺岡尚史
- キャラクターデザイン原案 - 長野拓造
- キャラクターデザイン - 池田裕治、井ノ上ユウ子、本田隆、をがわいちろを
- 総作画監督 - 佐藤和巳、佐藤陵、池田裕治、井ノ上ユウ子
- 作画監督 - 本田隆、をがわいちろを、松原徳弘、一石小百合、馬場俊子、山口真未、竹内杏子、石川真理子、植田実、山崎展義、横山隆、岡野幸男、吉原幸之介、吉田隆彦、桜井木ノ実、小田多恵子、松阪定俊、西岡夕樹、吉野厚司、東海林康和、朴相辰、柳田義明
- スペシャルアニメーター - 沢田正人
- 美術設計 - 宮尾佳和、村松聖、田中俊成、石本剛啓
- 美術監督 - 金村勝義
- 美術監督補佐 - 永井桂介
- 色彩設計 - 大槻浩司
- 撮影監督 - 吉田光伸
- 編集 - ジェイ・フィルム（渡辺直樹、高橋歩）、OLM（三浦亜矢子・賽蔵旬也）
- 2Dコンポジットディレクター - 池田新助
- CGIプロデューサー - 坂美佐子
- CGIスーパーバイザー - 小林雅士
- CGIディレクター - 三上康博
- CGIテクニカルディレクター - 森泉仁智
- 音響監督 - 三間雅文
- 音楽 - 光田康典、亀岡夏海、三留一純
- 設定制作 - 宇舘佑希
- アニメーションプロデューサー - 神田修吉
- アソシエイトプロデューサー - 臼杵照裕、川崎由紀夫、久保雅一、佐上靖之
- アシスタントプロデューサー - 山野井創、村松紗也子
- プロデューサー - 梶原清文、太田克巳、和田誠
- アニメーション制作 - OLM Team Koitabashi
- 製作 - FCイナズマイレブン MOVIE 2010（レベルファイブ、電通、小学館、東宝、テレビ東京、テレビ大阪、テレビ愛知、TVQ九州放送、ジェネオン・ユニバーサル・エンターテイメント、OLM、タカラトミー、ジェイアール東日本企画、電通テック）
- 配給 - 東宝

## 主題歌
オープニングテーマ「スーパー立ち上がリーヨ!」
作詞・作曲 - 山崎徹&KMC / 編曲 - 菊谷知樹 / ブラスアレンジ - 竹上良成 / 歌 - T-Pistonz+KMC
エンディングテーマ「最強で最高」
作詞・作曲 - 山崎徹&KMC / 編曲 - 菊谷知樹 / 歌 - T-Pistonz+KMC

## 小説版
2010年12月に小学館ジュニアシネマ文庫から発行。執筆者は映画脚本を務めた冨岡淳広。ストーリー原案は日野晃博。
劇場版との違いや追加点など
雷門サッカー部
円堂の入学式の話や、部員の小学校時代、また1年時に風丸がたまにサッカー部のランニングに付き合っていたことが描写されている。
80年後の世界
世界の再編が行われ、東京を含む日本であった地域は再編国家の中でも大国と呼ばれる部類に入る国に成長している。目立った戦争はないものの各地での地域紛争が絶えない。戦争に疲れ果てた人々は「戦い」から目をそらし、奇妙に明るいムードを漂わせながら生きている。これを憂いたヒビキ提督が設立したのが王牙学園。
チーム・オーガ
バダップ、エスカバ、ミストレの家族構成や生い立ち、またバダップとエスカバによるディベートでの論争、バダップとミストレの決闘など、キャラクターの掘り下げが行われている。また、チームオーガが結成されるまでの話や、序盤にあったバダップが一蹴のみで多勢を散らすシーンについて、それが行われた経緯などが詳しく書かれている。
オーガ対雷門の試合中の描写
オーガのメンバーが試合開始時点で9人しか見えないことに対し「9人しか居ないけれどいいのか」と円堂が突っ込むシーンが入っている。また、ザゴメルからの長距離パス→エスカバの「デスレイン」が、帝国との練習試合であった円堂からの長距離パス→豪炎寺の「ファイアトルネード」を踏襲していることが明かされている。